# Oksana Wozowik
Oksana Wozowik, ukr. Оксана Возовик (ur. 8 grudnia 1985 w Mikołajowie) – ukraińska szachistka, arcymistrzyni od 2003 roku.

## Kariera szachowa
W 2001 r. zdobyła tytuł mistrzyni Ukrainy juniorek do 16 lat, natomiast w latach 2001 i 2002 (w kategorii do 18 lat) oraz (do 20 lat) w mistrzostwach kraju juniorek zdobywała tytuły wicemistrzowskie. Trzykrotnie zdobyła srebrne medale w mistrzostwach świata i Europy juniorek, w latach 2001 (Oropesa del Mar – MŚ do 16 lat, Kallithea – ME do 18 lat) oraz 2002 (Peníscola – ME do 18 lat). W 2002 r. zdobyła również w Balatonlelle tytuł drużynowej mistrzyni Europy do 18 lat. Normy na tytuł arcymistrzyni wypełniła na turniejach w Sudaku (2003, dz. III m. za Wiktorem Warawinem i Dmitrijem Kononienko, wspólnie z Igorem Zacharewiczem) i Mikołajowe (2003, III m. za Aleksandrem Zubowem i Jurijem Kuzubowem). W latach 2003, 2005 (dwukrotnie – wspólnie z Tatianą Kostiuk oraz wspólnie z Jewgieniją Dołuchanową), 2006  i 2007 pięciokrotnie zwyciężyła w turniejach rozegranych w Charkowie. W 2006 r. odniosła największy sukces w karierze, zdobywają w Odessie tytuł indywidualnej mistrzyni Ukrainy. W 2007 r. wystąpiła w reprezentacji kraju na rozegranych w Jekaterynburgu drużynowych mistrzostwach świata, na których ukraińskie szachistki zdobyły brązowe medale.
Najwyższy ranking w dotychczasowej karierze osiągnęła 1 kwietnia 2003 r., z wynikiem 2368 punktów dzieliła wówczas 78-79. miejsce na światowej liście Międzynarodowej Federacji Szachowej, jednocześnie zajmując 8. miejsce wśród ukraińskich szachistek.